# Default-free Zone
En ruteo de Internet, la “Zona Libre de Ruta por Defecto” o Default-free Zone (DFZ) es una colección de todos los Sistemas Autónomos (AS) que no requieren de una ruta por defecto para enrutar un paquete a cualquier destino de Internet. Conceptualmente, los routers DFZ tienen una tabla BGP “completa”, conocida algunas veces como la tabla de ruteo de Internet, table de ruteo global o tabla global BGP. Sin embargo, el ruteo de Internet cambia rápidamente y el amplio uso de filtrado de rutas asegura que no existe un router que tenga una vista completa de todas las rutas de Internet. Cualquier tabla de ruteo creada lucirá diferente desde una perspectiva de diferentes routers, inclusive si una vista estable puede ser alcanzada. 

## Sistemas Autónomos Altamente conectados
Los reportes semanales de ruteo utilizados por la comunidad de Proveedores de Servicios de Internet (ISP) usan como fuente el router de Asia-Pacific Network Information Centre (APNIC) en Tokio, el cual es un router bien-conectado que tiene una buena vista del Internet como cualquier otro router. Para investigación avanzada, sin embargo, es recomendable usar información de ruteo capturada desde múltiples fuentes, incluyendo ISPs con alto tráfico, aunque una alternativa reciente ha sido utilizar el sistema Atlas de RIPE, el cual es un proyecto libre para revisar información de ruteo.
which is a well-connected router that has as good a view of the Internet as any other single router. For serious routing research, however, routing information will be captured at multiple well-connected sites, including high-traffic ISPs (see the "skitter core") below.

En mayo de 2012 el router de APNIC veía aproximadamente 494.105 rutas, las cuales eran originadas por 46.795 ASN, de los cuales sólo 172 eran sólo-tránsito y 35.787 eran stub/origen-solamente.